# Брукс, Макс
Максимилиан Майкл Брукс (англ. Maximillian Michael Brooks; род. 22 мая 1972) — американский писатель и актёр.

## Биография
Макс Брукс − сын режиссёра Мела Брукса и актрисы Энн Бэнкрофт. Окончил Pitzer College в 1994 году. Выпускник Американского университета в Вашингтоне. Женат на сценаристке Мишель Колос (англ. Michelle Kholos). В 2005 году у них родился сын Генри.

## Фильмография
- Фильмы
  - «Быть или не быть» (1983),
  - «Фотограф» (1992)
  - «Война миров Z» (2013). Экранизация романа Макса Брукса.
- Сериалы
  - «Мелроуз Плэйс» (1992—1999),
  - «Полицейские на велосипедах» (1996—2000),
  - «Седьмое небо» (1996—2007),
  - «Дикая семейка Торнберри» (1998—2001),
  - «Бэтмен будущего» (1999—2001),
  - «Приключения Базза Лайтера из звездной команды» (2000—2001),
  - «Лига справедливости» (2001—2006)

C 2001 по 2003 год работал в группе сценаристов шоу «Saturday Night Live», за что был удостоен премии «Эмми».